# Lijst van nestors van de Tweede Kamer
Dit is een lijst van de nestors van de Tweede Kamer. De onofficiële titel wordt toegekend aan het Kamerlid die op dat moment het langst in de Kamer zit.

## Lijst
| Kamerlid            | Partij | Begindatum        | Anciënniteit bij aanvang (dagen) | Anciënniteit bij einde (dagen) | Ref   |
| ------------------- | ------ | ----------------- | -------------------------------- | ------------------------------ | ----- |
| Marten Beinema      | CDA    | 1 januari 1995    | 6966                             | 8199                           | [ 1 ] |
| Hans van Mierlo     | D66    | 19 mei 1998       | 6761                             | 6851                           |       |
| Jan Dirk Blaauw     | VVD    | 18 augustus 1998  | 6434                             | 7806                           | [ 1 ] |
| Bas van der Vlies   | SGP    | 22 mei 2002       | 7652                             | 7716                           |       |
| Jan Dirk Blaauw     | VVD    | 26 juli 2002      | 7807                             | 7993                           |       |
| Bas van der Vlies   | SGP    | 29 januari 2003   | 7904                             | 10599                          | [ 2 ] |
| Sharon Dijksma      | PvdA   | 17 juni 2010      | 4665                             | 5243                           | [ 3 ] |
| Willibrord van Beek | VVD    | 17 januari 2012   | 4993                             | 5103                           |       |
| Sharon Dijksma      | PvdA   | 8 mei 2012        | 5244                             | 5378                           |       |
| Harry van Bommel    | SP     | 20 september 2012 | 5239                             | 6883                           | [ 4 ] |
| Kees van der Staaij | SGP    | 23 maart 2017     | 6884                             | 9332                           | [ 5 ] |
| Geert Wilders       | PVV    | 6 december 2023   | 8893                             | -                              |       |